# Jižní Apeniny
Jižní Apeniny (italsky Appennino meridionale) tvoří jižní část Apenin v Itálii. Leží na jihu Itálie. Rozkládají se nebo zasahují do regionů Abruzzo, Molise, Kampánie, Apulie, Basilicata a Kalábrie. Jižní Apeniny se rozkládají jižně od průsmyku Bocca di Forli (891 m) a řek Sangro, Volturno a Garigliano až po Messinský průliv. Na Sicílii na ně navazují Sicilské Apeniny. Nejvyšší vrcholy Jižních Apenin leží na jihu. Nejvyšší horou je Serra Dolcedorme (2 267 m) v masivu Pollino.

## Geografie

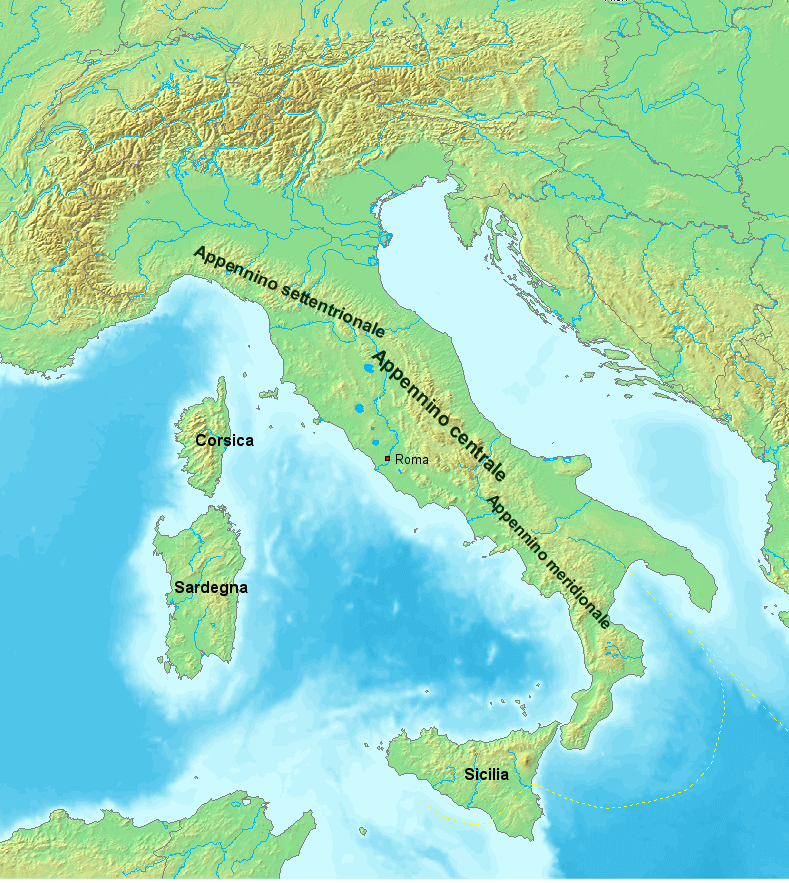
Severní, Střední a Jižní Apeniny

Vrcholy jednotlivých pohoří nejčastěji dosahují výšky 1 300 až 1 800 m. Pouze tři horská pásma převyšují 2 000 m: Matese na severu (2 050 m), Pollino na jihu (2 267 m) a Monte Sirino v Lukánských Apeninách (2 005 m).

## Členění
- Samnitské Apeniny (Appennino sannita)
- Kampánské Apeniny (Appennino campano)
- Lukánské Apeniny (Appennino lucano)
- Kalabrijské Apeniny (Appennino calabro)

Z geologického hlediska má však větší význam členění podle zeměpisné délky. Na tři hlavní pásma: západní, střední a východní. Takové členění odráží složení hornin a shodné tvary reliéfu. Přesné hranice jednotlivých pásem je ale obtížné určit.

## Geologie
Struktura Jižních Apenin se utvářela v období od miocénu do středního pliocénu. Charakteristické jsou zlomy, zdvihy a poklesy a seismická aktivita až do nedávné doby. Pohoří tvoří izolované horské masivy klenbovitého tvaru oddělené hlubokými sníženinami a kotlinami. Severní část pohoří zahrnující Kampánské a Lukánské Apeniny je ještě složena z vápence a dolomitů z období triasu (podobně jako Střední Apeniny). Jižní část zahrnující Kalabrijské Apeniny je složena především z metamorfovaných břidlic, dále žul a rul, ležících na druhohorních a třetihorních sedimentech.
Kampánské Apeniny mají členitý reliéf, ve vyšších částech jsou na vápencích patrné stopy pleistocenního zalednění. Vápence jsou zkrasovělé, na povrchu suché, v podzemí s vydatnými prameny. Lukánské Apeniny mají reliéf s oblými tvary. Kalabrijské Apeniny jsou méně členité, tvoří je kopulovité horské masivy se zarovnaným reliéfem a příkrými svahy rozdělenými údolími a kotlinami. Řeky zde mají vodu pouze v období dešťů.